# Jimmy McGovern
James Stanley "Jimmy" McGovern (Liverpool, em setembro de 1949) é um roteirista e produtor de televisão inglês, vencedor dos prêmios Emmy e BAFTA. Ele criou a série de televisão Cracker (1993-1995), um sucesso popular e de crítica no Reino Unido, pelo qual recebeu dois prêmios Edgar. Ele também recebeu reconhecimento internacional pelas séries The Lakes, The Street e Accused, entre outras.

## Biografia
Jimmy nasceu em Liverpool em setembro de 1949, sendo o quinto de nove filhos do casal Jane (nascida Warner) e William McGovern. Frequentou o St Francis Xavier's College, quando se mudou para o subúrbio de Woolton, em 1961.

## Carreira
Em 1982, McGovern começou sua carreira na televisão trabalhando na novela Brookside, do Channel 4. Ele abordou muitas questões sociais ao longo da série, especialmente o desemprego - que estava em alta no pós-guerra na época. Em 1993, criou a série dramática Cracker, sobre a obra de um psicólogo criminal fictício interpretado por Robbie Coltrane. Produzida pela Granada Television e exibida na ITV, a série foi um sucesso de crítica e público, durando até 1995. Cracker também foi ao ar nos Estados Unidos, no canal a cabo A&E. O roteiro de McGovern rendeu-lhe dois Prêmios Edgar. Em 1997, ele criou The Lakes, uma série dramática com temática semelhantes a Brookside e Cracker. Em 2006, criou a série The Street exibida pela BBC One, o programa foi um sucesso de crítica, ganhando dois BAFTAs e dois Emmys. Sua terceira e última série foi ao ar em 2009.
McGovern também escreveu o roteiro do documentário Hillsborough (1996), baseado nos eventos do desastre do estádio em 1989, que custou a vida de 96 torcedores do Liverpool nas semifinais da Copa da Inglaterra. No elenco deste filme estava Christopher Eccleston, que também participou de Cracker, junto com o ex-ator de Brookside, Ricky Tomlinson. Eccleston disse mais tarde que foi o trabalho mais importante que ele já fez.
Em 2009, foi o produtor executivo da minissérie Moving On da BBC One. A série Accused, que foi ao ar de 2010 a 2012 na BBC One, seguia um formato semelhante ao The Street, mas com uma temática criminal. Accused ganhou o prêmio Emmy Internacional de melhor série dramática em 2011.
Em 2012, McGovern desenvolveu a série dramática australiana Redfern Now, ambientada no subúrbio de Redfern em Sydney. A série de seis episódios segue um formato semelhante ao de Accused, contando as histórias de seis famílias da cidade em uma rua cujas vidas são mudadas por um incidente aparentemente insignificante. A série estreou em 1 de novembro de 2012, foi produzida pela Blackfella Films.
Em junho de 2021, a minissérie Time, estrelada por Sean Bean e Stephen Graham, foi ao ar na BBC One. A série foi dirigida por Lewis Arnold.
McGovern também escreveu o roteiro para o cinema do filme O Padre (1994).

## Filmografia
| Título                    | Ano       | Rede de televisão | Nota(s)                                                                                  |
| ------------------------- | --------- | ----------------- | ---------------------------------------------------------------------------------------- |
| Brookside                 | 1982      | Channel 4         | Vários episódios                                                                         |
| Traitors                  | 1990      | BBC 2             |                                                                                          |
| Cracker                   | 1993–2006 | ITV1              |                                                                                          |
| Hearts and Minds          | 1995      | Channel 4         |                                                                                          |
| The Lakes                 | 1997–1999 | BBC One           |                                                                                          |
| Hillsborough              | 1996      | ITV1              | Reconstrução dramática dos eventos do Desastre de Hillsborough de 1989                   |
| Dockers                   | 1999      | Channel 4         |                                                                                          |
| Sunday                    | 2002      | Channel 4         | Baseado nos eventos do Domingo Sangrento (1972)                                          |
| Gunpowder, Treason & Plot | 2004      | BBC One           | Dramatização das vidas de Mary, Queen of Scots e James I of England                      |
| The Street                | 2006–2009 | BBC One           | Criador e escritor de 17 episódios                                                       |
| Accused                   | 2010–2012 | BBC One           | 10 episódios (escritor)                                                                  |
| Common                    | 2014      | BBC One           | Filme para TV (escritor)                                                                 |
| Banished                  | 2015      | BBC Two           |                                                                                          |
| Broken                    | 2017      | BBC One           | Escritor/co-autor de todos os 6 episódios                                                |
| Care                      | 2018      | BBC One           | Filme para TV, estrelado por Sheridan Smith. Co-escrito com Gillian Juckes.              |
| Anthony                   | 2020      | BBC One           |                                                                                          |
| Time                      | 2021      | BBC One           | Série de TV, estrelada por Sean Bean e Stephen Graham. Escritor de todos os 3 episódios. |

## Prêmios e indicações
| Ano  | Prêmio             | Categoria                                         | Resultado |
| ---- | ------------------ | ------------------------------------------------- | --------- |
| 1995 | Prêmio Edgar       | Melhor Filme de Televisão ou Minissérie (Cracker) | Venceu    |
| 2007 | BAFTA TV Award     | Melhor Série Dramática (The Street)               | Venceu    |
| 2008 | BAFTA TV Award     | Melhor Série Dramática (The Street)               | Venceu    |
| 2010 | Emmy Internacional | Melhor Série Dramática (The Street)               | Venceu    |
| 2011 | Emmy Internacional | Melhor Série Dramática (Accused)                  | Venceu    |